# Кастельнуово-Скривия
Кастельнуо́во-Скри́вия (итал. Castelnuovo Scrivia, пьем. Castelneuv Scrivia) — коммуна в Италии, в регионе Пьемонт, подчиняется административному центру Алессандрия.
Население составляет 5564 человека (2008 г.), плотность населения — 123 чел./км². Занимает площадь 45 км². Почтовый индекс — 15053. Телефонный код — 0131.
Покровителем коммуны почитается святой Дезидерий Лангрский, празднование 23 мая.

## Демография
Динамика населения:

## Города-побратимы
- Пор-Сент-Мари, Франция
- Санта-Доменика-Талао, Италия

## Администрация коммуны
- Телефон: 0131 826125